# Roode Weel en Vierhoevense Watergang
Roode Weel en Vierhoevense Watergang is een natuurgebied dat zich enkele kilometers ten oosten van Steenbergen bevindt. Het is 41 hectare groot en is eigendom van de Stichting Brabants Landschap.
Het natuurgebied is een overblijfsel van een krekensysteem in de Polder Cruijsland. Nadat de polder in 1487 werd ingedijkt is de vorm van de kreken nauwelijks meer veranderd. Dit krekenstelsel is aangewezen als aardkundig waardevol gebied. De Roode Weel is een wiel, ontstaan na een dijkdoorbraak. Deze is losgekoppeld van het krekenstelsel en heeft een eigen waterhuishouding met minder fosfaten.
Er zijn in het eerste decennium van de 20e eeuw natuurvriendelijke oevers gemaakt en poelen aangelegd. Ook werden greppels gegraven volgens het oude patroon.
Broedvogels in dit gebied zijn de bruine kiekendief en de waterral. Voorts is de watersnip hier aanwezig. In de knotwilgen broedt de steenuil.